# سيزار تشافيز (سياسي)
سيزار تشافيز هو سياسي أمريكي، ولد في 20 ديسمبر 1979. نشط حزبياً في الحزب الجمهوري والحزب الديمقراطي.